# Lamellisphecia xerampelina
Lamellisphecia xerampelina is een vlinder uit de familie wespvlinders (Sesiidae), onderfamilie Sesiinae.
Lamellisphecia xerampelina is voor het eerst wetenschappelijk beschreven door Kallies in 2011. De soort komt voor in het Oriëntaals gebied.